# Josephine Shaw Lowell
Josephine Shaw Lowell (16 de diciembre de 1843, Massachusetts, Estados Unidos - Estados Unidos, Nueva York, 12 de octubre de 1905) fue una líder de la Reforma Progresista en los Estados Unidos en el siglo XIX. Ella es conocida por crear la Liga de Consumidores de Nueva York en 1890. 
El biógrafo de Seth Low la describió como la "gran dama de los reformadores sociales".

## Biografía

### Primeros años
Josephine Shaw nació en la sección West Roxbury de Roxbury, Massachusetts, en una familia acomodada de Nueva Inglaterra en 1843. Sus padres, Francis George y Sarah Blake (Sturgis) Shaw, eran filántropos e intelectuales unitarios que alentaron a sus cinco hijos a estudiar, aprender y participar en sus comunidades. Vivieron durante algunos años en Francia e Italia, y luego se establecieron en Staten Island mientras Josephine (conocida como 'Effie') era una niña. Su hermano era Robert Gould Shaw. 

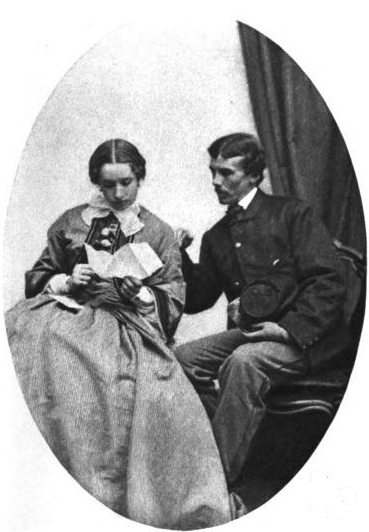
Josephine Shaw y el coronel Lowell en 1863.

Josephine se casó con Charles Russell Lowell, un hombre de negocios, en 1863. Ella lo siguió a Virginia cuando fue llamado al servicio durante la Guerra de Secesión. Josephine ayudó a hombres heridos en el campo de batalla. Charles murió en la batalla, menos de un año después de que se casaron y solo un mes antes de que naciera su hija, Carlotta. 

### Líder progresista
Josephine, una viuda joven, regresó a Staten Island con Carlotta y vivió con sus padres. Después de la muerte de su padre, ella vivía con su madre y su hija en la ciudad de Nueva York. Se convirtió en empresaria y reformadora. Josephine estuvo activa en la Liga Antiimperialista donde conoció a otros progresistas prominentes. Se desempeñó como Vicepresidenta de la Liga entre 1901 y 1905 y fue una gran defensora de la independencia de Filipinas. 

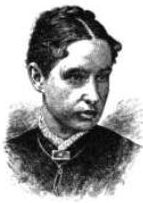
Josephine Shaw Lowell.

Josephine estaba comprometida con la justicia social y la reforma y aprovechó la oportunidad para involucrarse en la reforma progresiva y la erradicación de la pobreza. Una vez dijo: "Si los trabajadores tuvieran todo lo que deberían tener, no deberíamos tener indigentes y criminales. Es mejor salvarlos antes de que se hundan, que pasar la vida pescando después". 
En 1876, el gobernador Samuel Tilden del estado de Nueva York nombró a Josephine como comisionada de la Junta de Caridades del estado de Nueva York. Ella fue la primera mujer en ocupar este puesto. Sirvió activamente en la Junta hasta 1889. 
Josephine Shaw Lowell y la Junta de Caridades del Estado establecieron el Asilo de Custodia del Estado de Nueva York para mujeres débiles en 1878. El asilo fue una respuesta a las preocupaciones del público de que las mujeres 'débiles' debían ser alojadas en un centro especializado. En varios informes ante la legislatura estatal, Lowell declaró que las mujeres de mente débil no tenían en cuenta la restricción moral y sexual cuando se las colocaba en el entorno indisciplinado de una casa de beneficencia y con frecuencia tenían hijos ilegítimos que, a su vez, dependían del estado para su bienestar. Las mujeres en edad de procrear, de quince a cuarenta y cinco años, fueron admitidas en esta institución para "evitar que multipliquen su especie" (Informe de la Junta de Caridades del Estado de Nueva York, 1879). Lowell describió a estas mujeres como portadoras "promiscuas y criminalistas" de un "veneno mortal" que se reprodujo a través de generaciones sucesivas, y las organizaciones benéficas no deben permitir que "hombres y mujeres enfermos y viciosos reproduzcan su especie".

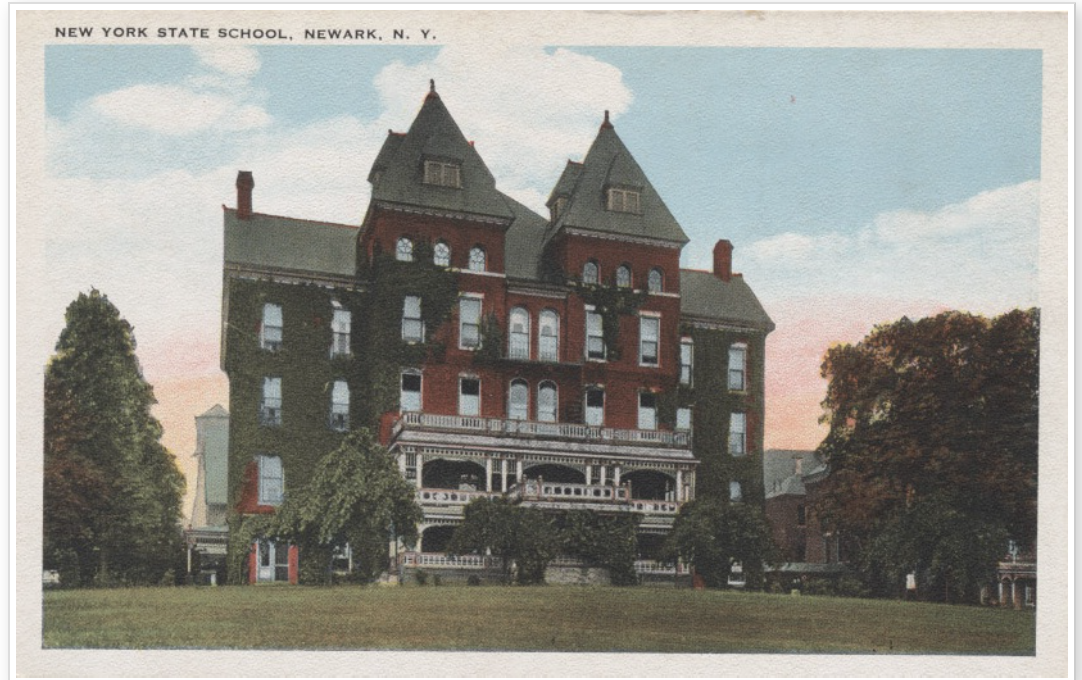
Establecido en Newark, Nueva York, por Josephine Shaw Lowell y la Junta Estatal de Caridades (1878).

A lo largo de su vida, también fundó muchas organizaciones de caridad, entre ellas: la Organización de Caridad de Nueva York en 1882, la Casa de Refugio para Mujeres (más tarde conocida como la Escuela de Entrenamiento para Niñas de Nueva York) en 1886, la Liga Municipal de Mujeres en 1894 y el Asociación de Reforma del Servicio Civil del Estado de Nueva York en 1895. 

### Vida posterior y muerte

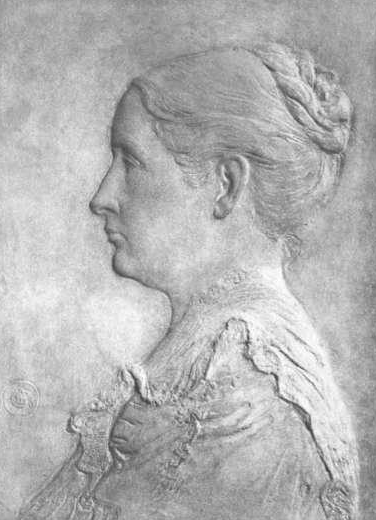
Josephine Shaw Lowell en 1899 (de un bajorrelieve de Augustus Saint-Gaudens)

Quizás su organización más amplia y efectiva fue la Liga de Consumidores de Nueva York, que estableció en 1890. Esta organización se esforzó por mejorar los salarios y las condiciones laborales de las trabajadoras en la ciudad de Nueva York. La Liga estaba particularmente preocupada por los empleados minoristas. Josephine publicó una "Lista Blanca" que contenía una lista de tiendas conocidas por tratar bien a las trabajadoras. Inicialmente, la lista era muy corta. 
La Liga del Consumidor de Nueva York se adoptó en muchas otras ciudades a medida que se abrían capítulos en todo el país. La organización paraguas, la Liga Nacional de Consumidores (LNC), se convirtió en un poderoso grupo de cabildeo. 

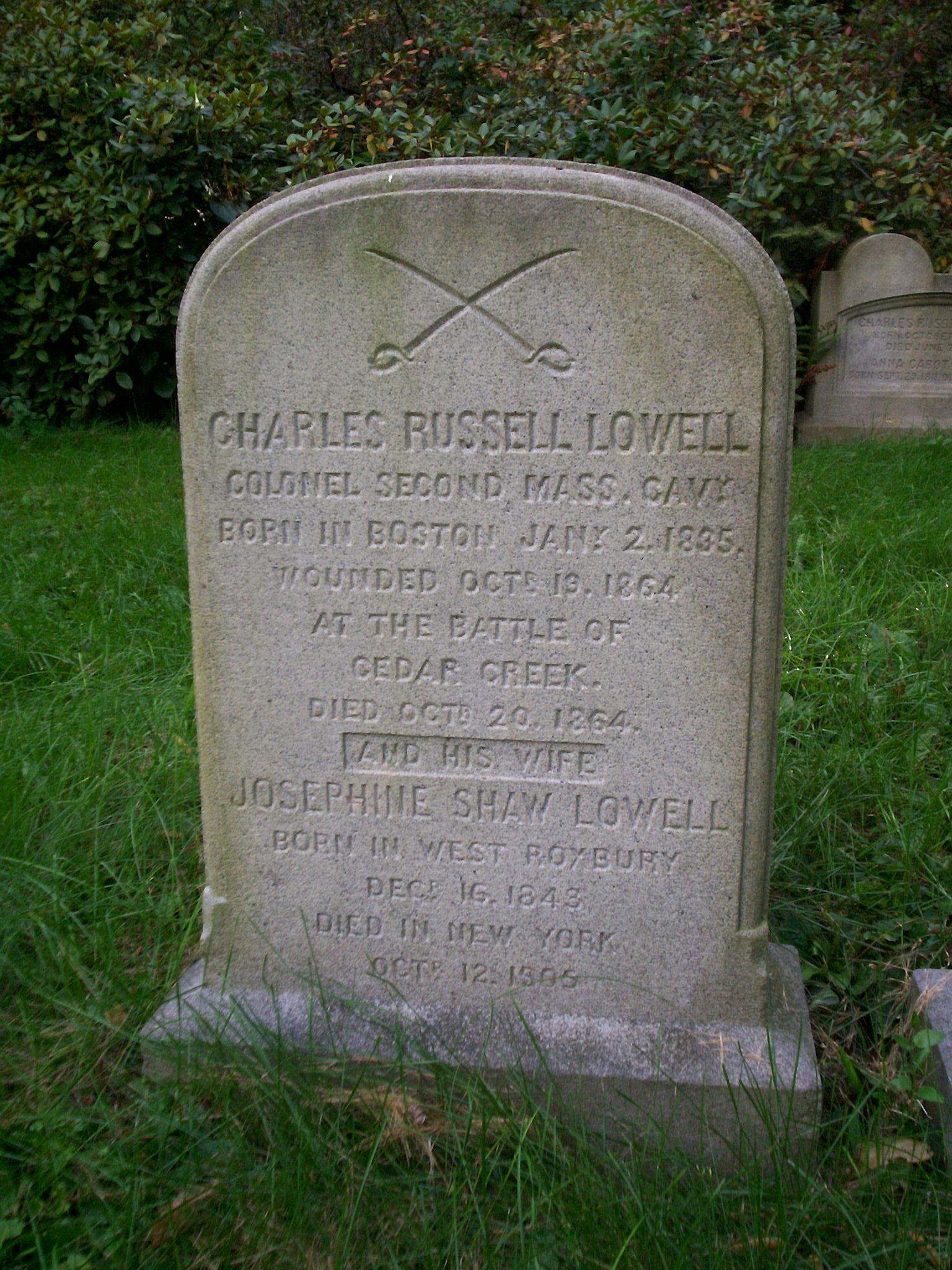
Tumba de Josephine Shaw Lowell y su esposo Charles Russell Lowell en el cementerio Mount Auburn.

Murió de cáncer en 1905, en su casa en la ciudad de Nueva York, y está enterrada con su espso en el cementerio Mount Auburn en Cambridge, Massachusetts. La fuente conmemorativa de Josephine Shaw Lowell en Bryant Park, que está detrás del edificio de la sucursal principal de la Biblioteca Pública de Nueva York, se dedicó en 1912. Según los informes, la fuente es el primer monumento público de la ciudad de Nueva York dedicado a una mujer.

## Publicaciones
- Alivio público y caridad privada (1884).[6]
- Arbitraje industrial y conciliación (1893).